# Hug IV de Xipre
Hug IV de Xipre o Hug IV de Lusignan, (1293 a 1296 - 10 d'octubre 1359) va ser rei de Xipre del 31 de març del 1324 fins a la seva abdicació, el 24 de novembre de 1358 i, en teoria, rei de Jerusalem, com Hug II, fins a la seva mort, a més de príncep titular de Antioquia i comte titular de Trípoli. Va ser fill de Guiu de Xipre, conestable de Xipre i Esquiva d'Ibelin, senyora de Beirut. Hug va succeir al seu pare com a conestable de Xipre el 1318, i més tard va assolir el tron de Xipre a la mort del seu oncle Enric II, ja que aquest no va tenir descendència. Va ser membre de la Casa de Lusignan.

## Orígens familiars
Hug era fill de Guiu de Lusignan, fill del rei Hug III de Xipre i d'Isabel d'Ibelín. Va ser nebot del rei Joan I, d'Enric II i d'Amalric II de Xipre. També era nebot de Maria, esposa de Jaume II d'Aragó.

## Regnat
Va ser coronat com a rei de Xipre a l'església de Santa Sofia de Nicòsia el 15 o 25 d'abril del 1324. Aquest mateix any, el 13 de maig, va ser coronat a la catedral de Sant Nicolau, a Famagusta com a rei de Jerusalem, un títol que no implicava el govern de cap regne, ja que l'antic reialme de Jerusalem estava en poder dels mamelucs. El rei Hug va signar un acord amb Venècia, que tenia a veure amb les activitats dels comerciants venecians establerts a Xipre, això li va causar diferències amb la república de Gènova, que era rival i enemiga dels venecians; no obstant això, va negociar amb ells i els genovesos van exigir que Hug pagués el deute del seu oncle Enric II, que havia mort a Nicòsia. El seu regnat es va caracteritzar per una impartició de justícia massa estricta, com a exemple d'això, dos dels seus fills van anar en un viatge a Europa sense el seu permís, Hug, en assabentar-se, va manar, empresonar i torturar al vassall que va ajudar els seus fills a abandonar l'illa, ordenant a més que li tallessin una mà i fos executat a l'abril del 1349; quan els seus fills van tornar del seu viatge, van ser empresonats com a càstig. En contrast amb la seva estricta aplicació de la justícia, va ser ben educat i tenia gran interès en l'art, la literatura i la filosofia, arribant a tenir un gran coneixement de la literatura llatina, era amo d'una casa d'estiu a Lapithos on organitzava reunions filosòfiques. L'escriptor italià Giovanni Boccaccio, va escriure Genealogia Deorum Gentilium a petició del rei Hug IV.
El 1344 Hug IV va formar una aliança amb la República de Venècia i els cavallers hospitalers, a fi de recuperar el Regne de Jerusalem. Van tenir la seva victòria més important l'any següent, quan a Esmirna van vèncer l'exèrcit turc i van prendre la ciutat, no obstant això aquesta victòria no va representar un benefici significatiu per als propòsits d'Hug IV, per la qual cosa va decidir abandonar l'aliança formada un any enrere.
El 24 de novembre de 1358, el rei Hug IV va abdicar la corona en favor del seu fill Pere I de Xipre, Hug va morir a Nicòsia el 10 d'octubre del 1359.

## Matrimonis i descendència
Hug es va casar dues vegades, la primera amb Maria d'Ibelin, amb qui va tenir un fill:
- Guiu de Lusignan, (1315-1343) conestable de Xipre, príncep de Galilea.

A la mort de Maria d'Ibelin, Hug va contreure noves noces amb una altra dona membre de la casa d'Ibelin: Alícia d'Ibelin, amb qui es va casar el 18 de juny de 1318 i amb qui va tenir 4 fills:
- Esquiva de Lusignan (1323-1363), esposa de Ferran de Mallorca i mare d'Alícia de Mallorca
- Pere I de Xipre (1328-1369), rei de Xipre i de Jerusalem, i comte titular de Trípoli (1347-1358).
- Joan de Lusignan (1329 o 1330 - 1375), regent de Xipre, conestable de Xipre i príncep d'Antioquia (1345-1375).
- Jaume I de Xipre (1334–1398), rei de Xipre, Jerusalem i Armènia, i príncep d'Antioquia.
- Tomàs de Lusignan (–1340)
- Isabel de Lusignan (–1340)
- Margarida de Lusignan (v1373)